# Талишки планини
Талишките планини (на азербайджански: Talış dağları; на персийски: کوههای تالش; на руски: Талышкие горы) са планинска система в южната част на Закавказието, простиращи се на около 120 km от север-северозапад на юг-югоизток в южната част на Азербайджан и северозападната част на Иран. На север достигат до долината на река Болгарчай (десен приток на Кура), на юг – граничната река Астарачай (влива се в Каспийско море), на югозапад и запад – долината на река Карасу (десен приток на Аракс), на изток – югозападната периферия на Ленкоранската низина. Талишките планини са естествено геоложко продължение на планинската система на Малък Кавказ, от която са отделени чрез понижението, заето от долното течение на река Аракс. Състоят се от три основни хребета: Главно вододелно било, Пещасарски и Буроварски. Преобладаващите височини на Главното вододелно било са 2000 – 2200 m. Максимална височина връх Кюмюркой 2493 m, (38°43′54″ с. ш. 48°14′33″ и. д. / 38.731667° с. ш. 48.2425° и. д.), издигащ се в средната му част, на границата между двете страни. Други по-високи върхове са: Кизюрди 2433 m, Селеват 2242 m и др. Изградени са основно от флишеви и вулканогенни наслаги, пронизани от интрузивни гранити. Източните склонове на планината, на височина до 600 m са заети от субтропични гори, а нагоре следват предимно букови тори. Най-високите, билни части са обрасли с ксерофитна и планинско-степна растителност. По източното подножие на планината са разположени градовете Джалилабад, Гейтепе, Масали, Ленкоран и Астара.